# Cédrine Kerbaol
Cédrine Kerbaol (Brest, 15 de mayo de 2001) es una deportista francesa que compite en ciclismo en la modalidad de ruta.
Ganó una medalla de oro en el Campeonato Europeo de Ciclismo en Ruta de 2023 y dos medallas de plata en el Campeonato Mundial de Ciclismo en Ruta de 2023.

## Medallero internacional
| Campeonato Mundial | Campeonato Mundial     | Campeonato Mundial | Campeonato Mundial              |
| Año                | Lugar                  | Medalla            | Competición                     |
| ------------------ | ---------------------- | ------------------ | ------------------------------- |
| 2023               | Glasgow (Reino Unido)  | Medalla de plata   | Contrarreloj sub-23             |
| 2023               | Glasgow (Reino Unido)  | Medalla de plata   | Contrarreloj por relevos mixtos |
| Campeonato Europeo |                        |                    |                                 |
| Año                | Lugar                  | Medalla            | Competición                     |
| 2023               | Drenthe (Países Bajos) | Medalla de oro     | Contrarreloj por relevos mixtos |

## Palmarés
2022
- 3.ª en los Juegos Mediterráneos Contrarreloj

2023
- Tour de Normandía, más 1 etapa
- Campeonato de Francia Contrarreloj

2024
- Vuelta a la Comunidad Valenciana féminas
- Durango-Durango Emakumeen Saria
- 2.ª en el Campeonato de Francia Contrarreloj
- 1 etapa del Tour de Francia Femenino
- Chrono «Roland bouge !»
- Tres Valles Varesinos

2025
- Campeonato de Francia Contrarreloj